# Australie aux Jeux olympiques d'hiver de 2014
L'Australie participe aux Jeux olympiques d'hiver de 2014 à Sotchi en Russie du 7 au 23 février 2014. Il s'agit de sa dix-huitième participation à des Jeux d'hiver.

## Liste des médaillés
| Sport                  | Discipline       | Athlète(s)    | Date       |
| Médaille d'argent : 2  |                  |               |            |
| Snowboard              | Half-pipe femmes | Torah Bright  | 12 février |
| Ski acrobatique        | Sauts hommes     | David Morris  | 17 février |
| Médaille de Bronze : 1 |                  |               |            |
| Ski acrobatique        | Sauts femmes     | Lydia Lassila | 14 février |

| Sport           | Médaille d'or, Jeux olympiques | Médaille d'argent, Jeux olympiques | Médaille de bronze, Jeux olympiques | Total |
| --------------- | ------------------------------ | ---------------------------------- | ----------------------------------- | ----- |
| Ski acrobatique | 0                              | 1                                  | 1                                   | 2     |
| Snowboard       | 0                              | 1                                  | 0                                   | 2     |
| Total           | 0                              | 2                                  | 1                                   | 3     |